# Romagne-sous-Montfaucon
Romagne-sous-Montfaucon ist eine französische Gemeinde mit 175 Einwohnern (Stand: 1. Januar 2022) im Département Meuse in der Region Grand Est (vor 2016: Lothringen). Die Gemeinde gehört zum Arrondissement Verdun und zum Kanton Clermont-en-Argonne. 

## Geographie
Romagne-sous-Montfaucon liegt etwa 35 Kilometer nordwestlich von Verdun am Fluss Andon. Umgeben wird Romagne-sous-Montfaucon mit den Nachbargemeinden Bantheville im Norden, Cunel im Osten, Cierges-sous-Montfaucon und Gesnes-en-Argonne im Süden, Exermont im Südwesten und Westen sowie Landres-et-Saint-Georges im Westen und Nordwesten.

## Bevölkerungsentwicklung
| Jahr                       | 1962 | 1968 | 1975 | 1982 | 1990 | 1999 | 2006 | 2011 | 2019 |
| Einwohner                  | 345  | 298  | 304  | 270  | 193  | 165  | 183  | 190  | 185  |
| Quellen: Cassini und INSEE |      |      |      |      |      |      |      |      |      |

## Sehenswürdigkeiten
- Kirche Saint-Michel, 1925 wieder errichtet
- US-amerikanischer Soldatenfriedhof
- deutscher Soldatenfriedhof

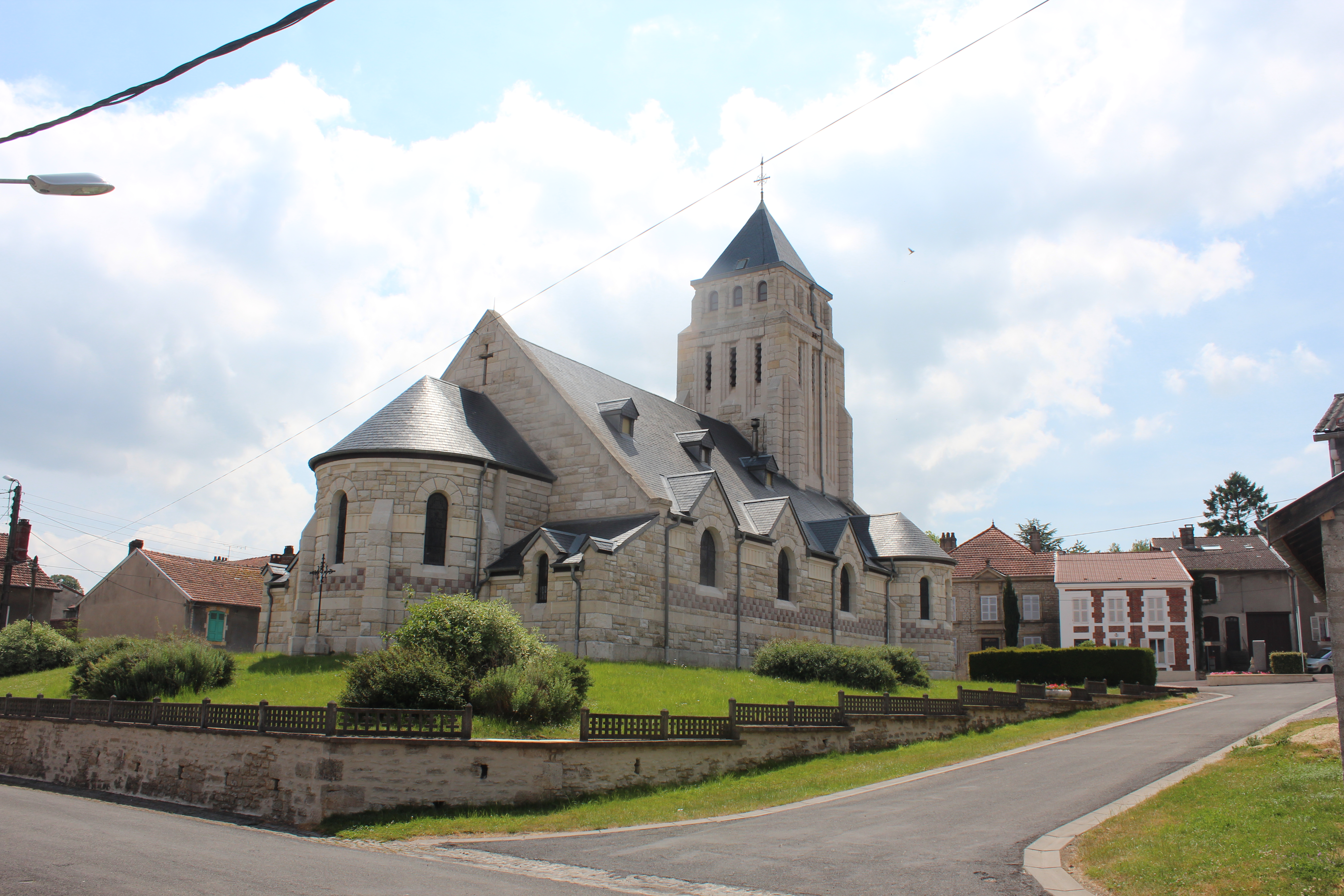
Kirche Saint-Michel
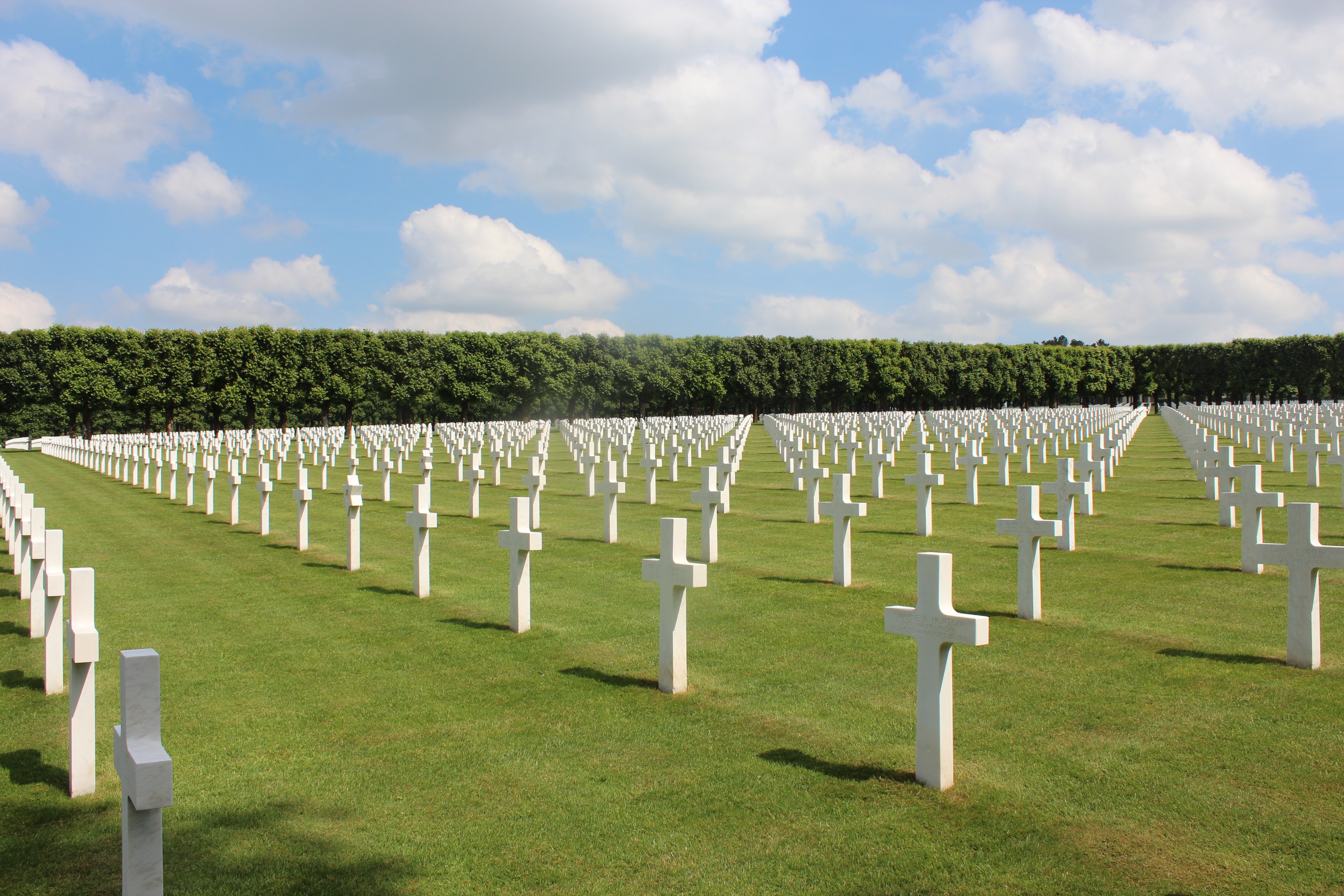
US-amerikanischer Soldatenfriedhof
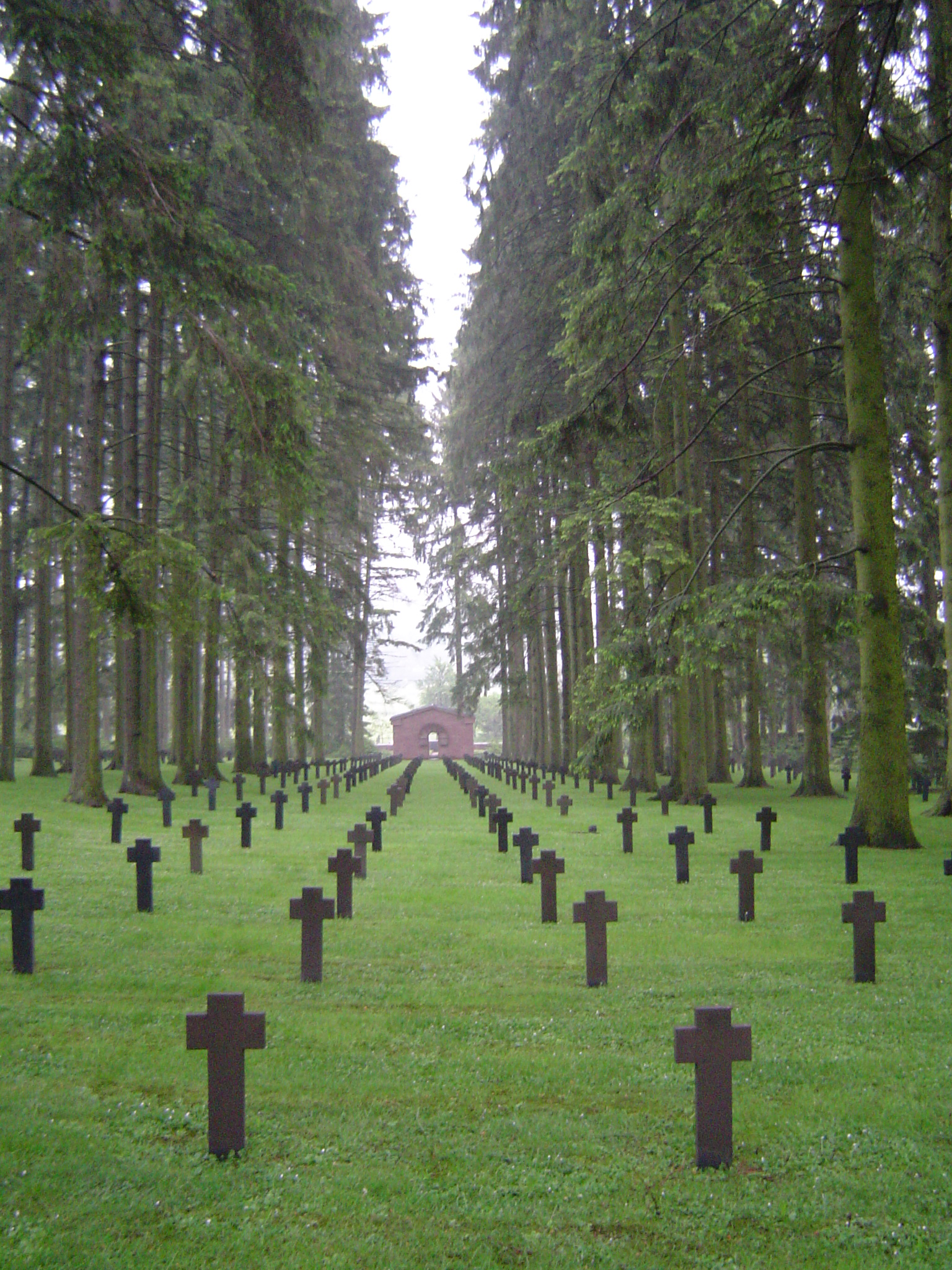
Deutscher Soldatenfriedhof